# 석천중학교 (강원)
석천중학교는 대한민국 강원특별자치도 양구군 양구읍 정림리에 있는 공립 중학교이다.

## 학교 연혁
- 1969년 10월 4일 : 양구여자중학교 설립인가(각 학년 2학급씩 전 6학급)
- 1970년 3월 10일 : 초대 교장 유순권 부임 및 제1회 입학식 거행
- 1979년 2월 15일 : 학급 증설인가(각 학년 4학급씩 전 12학급)
- 2019년 3월 1일 : 남녀공학 전환 및 석천중학교로 교명 변경
- 2023년 9월 1일 : 제18대 이병기 교장 부임
- 2025년 1월 8일 : 제53회 졸업식(59명)
- 2025년 3월 4일 : 입학식(82명)

## 참고 자료
- 석천중학교 - 한국교육학술정보원 학교알리미